# Білтонг

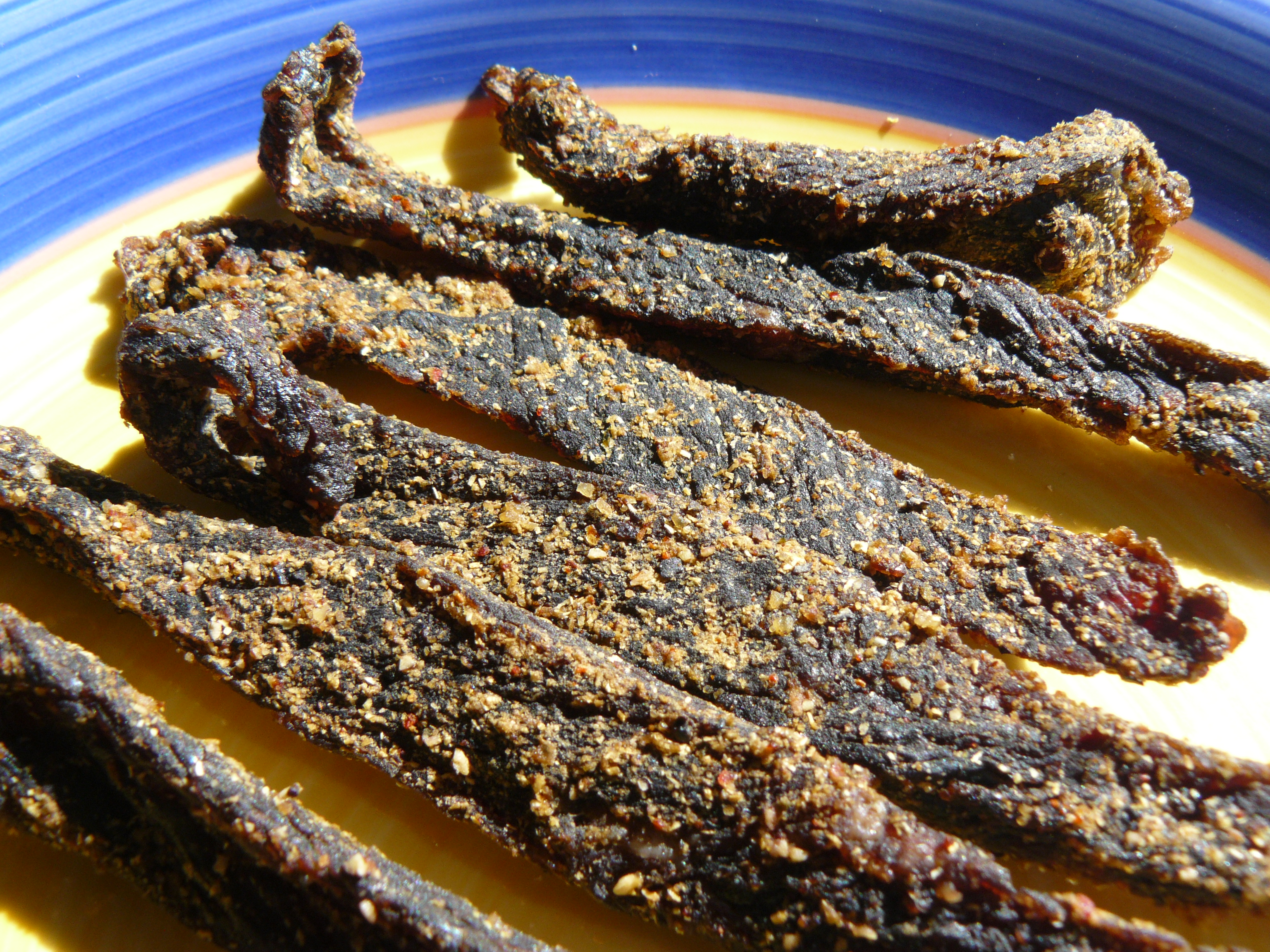
Домашній білтонг

Білтонг, також бельтонг, білтон (з африканса язик (смужка) з огузку), — південноафриканський різновид в'яленого м'яса. Національна страва африканерів (бурів).
Популярна в ПАР та Намібії.

## Історія

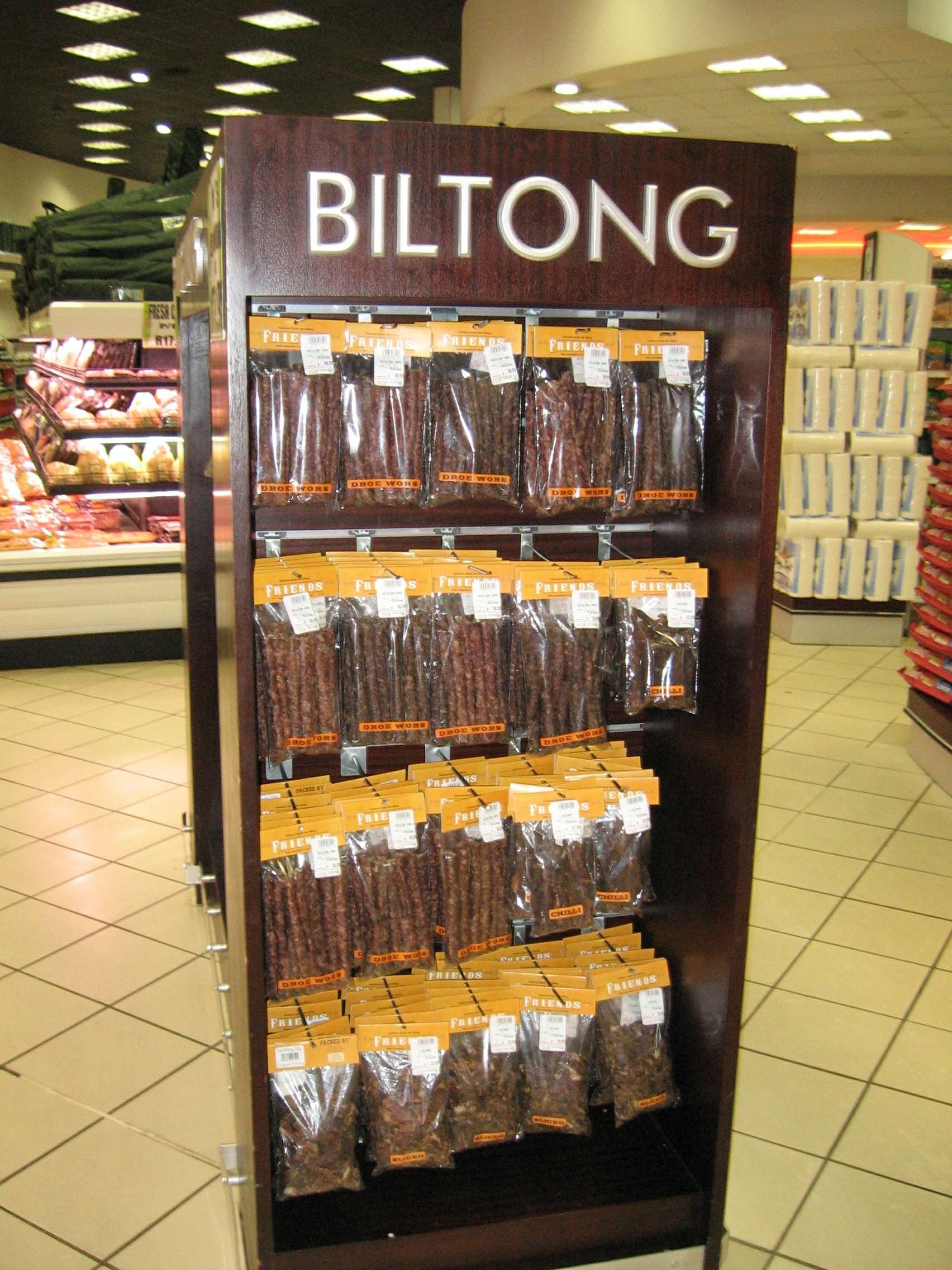
Фасований білтонг у магазині в Йоганнесбурзі

Рецепт приготування в'яленого м'яса був завезений до Південної Африки голландськими колоністами в XVII столітті. У поселенців була постійна життєва необхідність зберігати запаси харчування в спекотному кліматі якомога довше. Виготовлення білтонга особливо поширилося серед білих переселенців за часів великого треку.

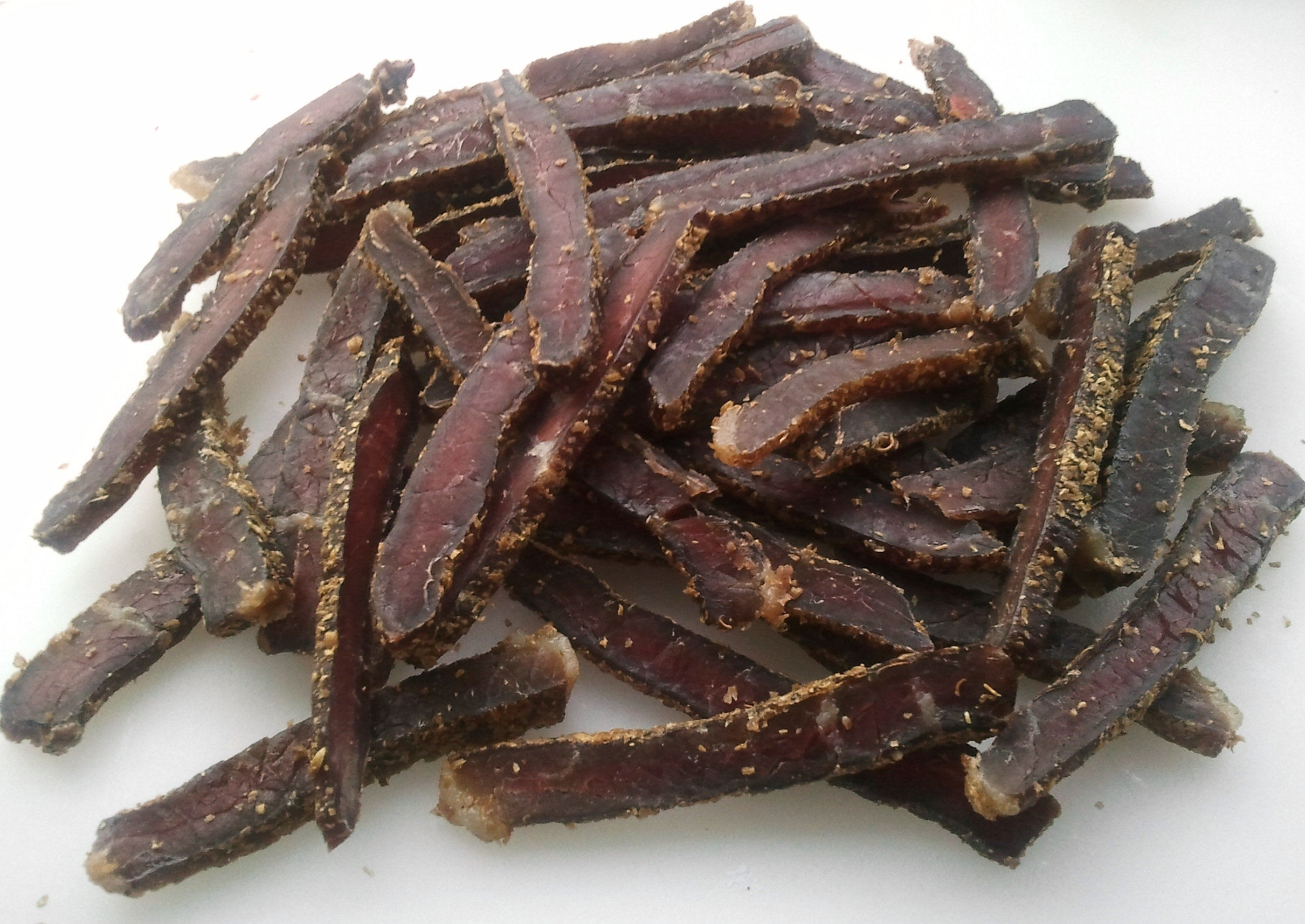
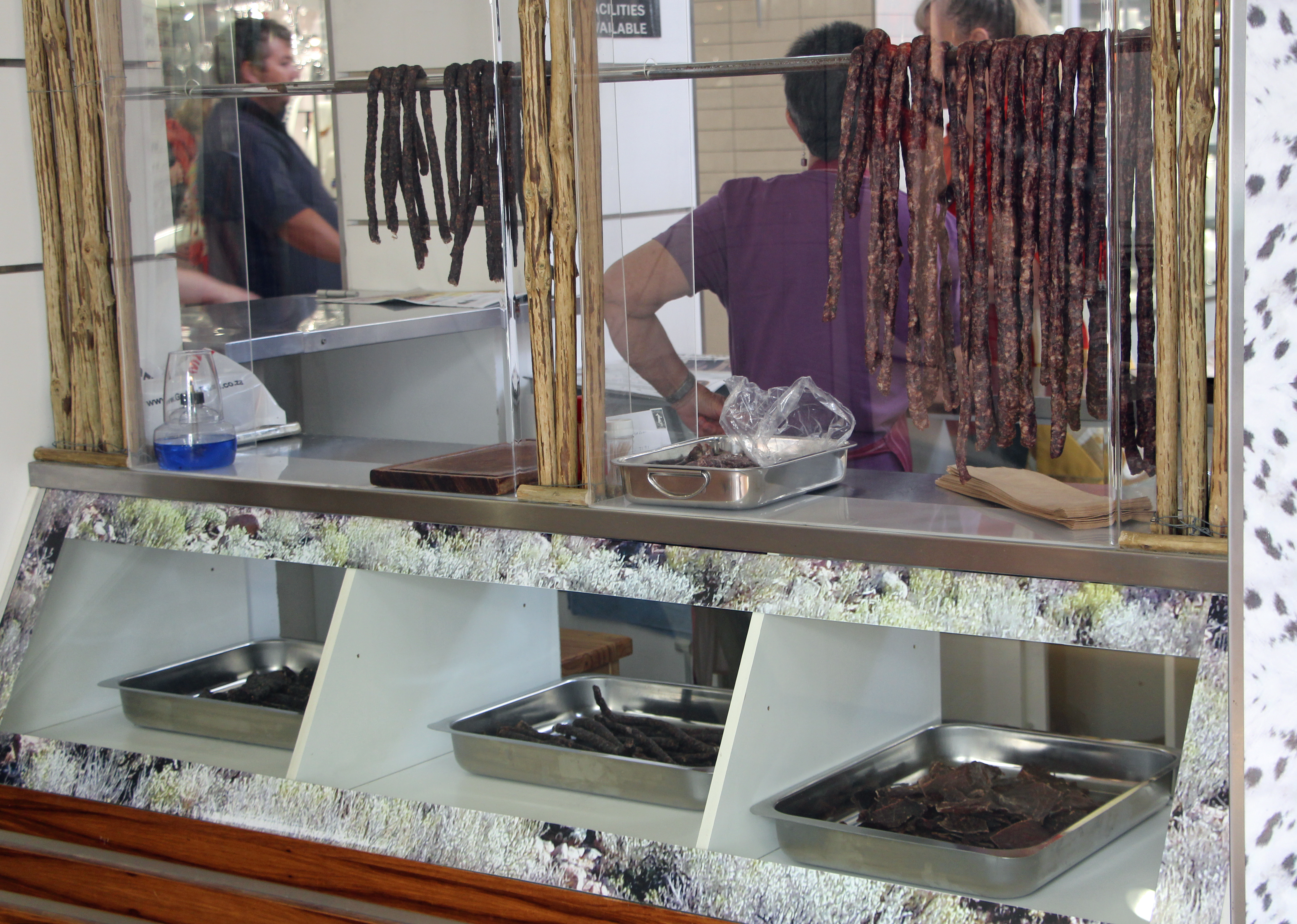
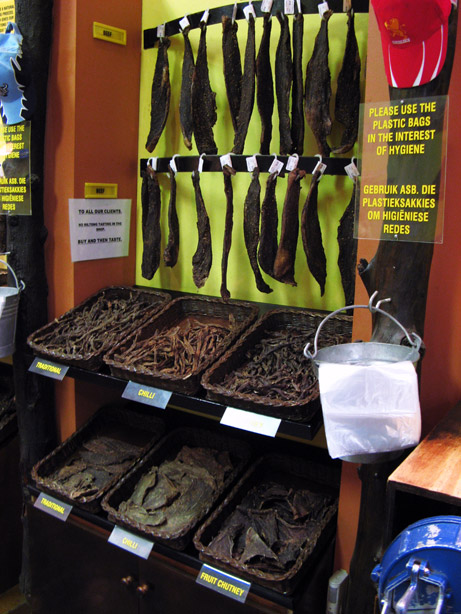

## Приготування
Виготовляється в основному з філе яловичини, але зустрічається білтонг і з інших сортів м'яса: дичини, страусятини, м'яса антилопи, буйвола, слона та інших тварин. Для приготування зазвичай використовуються нежирні вирізки.
Маринується в оцті. Також використовуються такі спеції, як гвоздика, коріандр, чорний перець. Сушиться в спеціальних приміщеннях або на повітрі протягом кількох днів.

## Див також
- Джеркі
- Кухня ПАР